# Kitcharao
Kitcharao è una municipalità di quinta classe delle Filippine, situata nella Provincia di Agusan del Norte, nella Regione di Caraga.
Kitcharao è formata da 11 baranggay:
- Bangayan
- Canaway
- Crossing
- Hinimbangan
- Jaliobong
- Mahayahay
- Poblacion
- San Isidro
- San Roque
- Sangay
- Songkoy